# Polychoa
Polychoa är ett släkte av fjärilar. Polychoa ingår i familjen tandspinnare.
Kladogram enligt Catalogue of Life:
| Polychoa | \| \| Polychoa aeruginosa \| \| \| \| \| \| Polychoa bipuncta \| \| \| \| \| \| Polychoa flavibasis \| \| \| \| \| \| Polychoa funebris \| \| \| \| \| \| Polychoa glauca \| \| \| \| \| \| Polychoa metallica \| \| \| \| \| \| Polychoa styphlopis \| \| \| \| |
|          | \| \| Polychoa aeruginosa \| \| \| \| \| \| Polychoa bipuncta \| \| \| \| \| \| Polychoa flavibasis \| \| \| \| \| \| Polychoa funebris \| \| \| \| \| \| Polychoa glauca \| \| \| \| \| \| Polychoa metallica \| \| \| \| \| \| Polychoa styphlopis \| \| \| \| |
|          | Polychoa aeruginosa |
|          | |
|          | Polychoa bipuncta |
|          | |
|          | Polychoa flavibasis |
|          | |
|          | Polychoa funebris |
|          | |
|          | Polychoa glauca |
|          | |
|          | Polychoa metallica |
|          | |
|          | Polychoa styphlopis |
|          | |